# 赖尚荣
赖尚荣，《红楼梦》人物，赖大之子，赖嬷嬷的孙子。从小由丫头、老婆、奶妈捧凤凰似的养著，读书写字，走仕宦之道。二十岁时，蒙贾府恩典，捐了前程。三十岁时，求贾府，被选了出来做了知县。